# Nanette Barragán
Nanette Díaz Barragán, née le 15 septembre 1976 à Los Angeles, est une femme politique américaine. Membre du Parti démocrate, elle représente la Californie à la Chambre des représentants des États-Unis depuis 2017.

## Biographie
Fille d'immigrés mexicains, Nanette Barragán grandit à Carson en Californie. Diplômée de l'université de Californie à Los Angeles et de la faculté de droit de l'université du Sud de la Californie, elle devient avocate spécialisée en règlement des litiges à Washington,.
En 2013, elle est élue au conseil municipal de Hermosa Beach, dans la South Bay de Los Angeles, où elle se bat principalement en faveur de l'environnement (contre les forages pétroliers et les sacs plastiques),. Le 23 juin 2015, elle devient maire de la ville. Elle est alors la première femme hispanique à occuper le poste. Dès son investiture, elle annonce cependant qu'elle compte démissionner le mois suivant pour se présenter au Congrès.
Barragán est en effet candidate aux élections de 2016 à la Chambre des représentants dans le 44e district de Californie, où elle a grandi. Pour cela, elle déménage alors à San Pedro (situé dans le district contrairement à Hermosa Beach). Elle entend succéder à Janice Hahn, qui soutient son principal adversaire le sénateur de l'État Isadore Hall III. Elle est soutenue par de nombreux législateurs hispaniques ainsi que des groupes féministes (Emily's List), progressistes (Democracy for America (en)) et environnementaux (League of Conservation Voters). De son côté, Hall reçoit l'appui de législateurs afro-américains et d'importantes personnalités démocrates comme le gouverneur Jerry Brown ou les maires de Los Angeles Eric Garcetti et Antonio Villaraigosa. Considérée comme plus progressiste que Hall, qui se présente comme un pragmatique, Barragán attaque le sénateur pour les dons qu'il a reçu des industries du tabac, de l'alcool et des jeux d'argent. Elle arrive deuxième de la primaire avec 22 % des voix, largement devancée par Hall (40 %) ; elle se qualifie cependant pour l'élection générale,. Dans un district majoritairement latino, elle est élue représentante le 8 novembre 2016 avec 52 % des suffrages.

## Membres du caucus
- Caucus hispanique du Congrès[9]
- Groupe progressiste du Congrès[10]
- Caucus du Congrès pour l'égalité des LGBT
- Caucus du Congrès pour les questions féminines
- Assemblée parlementaire des Américains d'Asie et du Pacifique[11]
- Caucus "Medicare for All
- Coalition du Congrès sur l'adoption[12]

## Vie privée
Barragán regarde et joue au baseball. Au lycée, elle a demandé à la direction de l'école d'autoriser les filles à s'inscrire dans l'équipe de base-ball de l'établissement. Son équipe préférée est celle des Dodgers de Los Angeles. En 2017, elle a été invitée à lancer la première balle de cérémonie au Dodger Stadium. Depuis 2017, Barragán participe au Congressional Baseball Game annuel. Elle a également participé au Congressional Women's Softball Game,.